# Cacciatori di vampiri
Cacciatori di vampiri (The Rest Falls Away) è il primo libro della serie L'eredità dei Gardella di Colleen Gleason, pubblicato il 2 gennaio 2007 negli Stati Uniti e l'8 novembre 2007 in Italia.

## Trama
La diciannovenne Victoria Gardella Grantworth viene addestrata dalla prozia Eustacia per accogliere l'eredità dei Gardella, da secoli cacciatori di vampiri. Al suo ballo di debutto nell'alta società della Londra ottocentesca, Victoria deve trovare e uccidere un vampiro per poter così accedere a tutti i segreti dell'eredità.
Al debutto, la ragazza incontra Phillip de Lacy, marchese di Rockley, del quale s'innamora, ricambiata. I due cominciano a frequentarsi, incontrando l'approvazione della madre di Victoria, Melisande, che vede in Phillip un ottimo partito per la figlia. Nel frattempo, Victoria diventa a tutti gli effetti una Cacciatrice, trovandosi a lavorare fianco a fianco con Maximilian Pesaro, un altro Cacciatore amico di Eustacia. I due scoprono che Lilith l'Oscura, la regina dei vampiri, sta cercando il Libro di Antwartha, che contiene degli incantesimi molto potenti. Per scoprire qualcosa di più, una notte Victoria si reca nel quartiere di St. Giles, al locale Silver Chalice, che accoglie vampiri ed esseri umani. Qui incontra Sebastian Vioget, un giovane affascinante che accetta di dirle dove si trova il libro se lei gli farà vedere la sua vis bulla, un amuleto nell'ombelico che dona forza a un Cacciatore. La ragazza acconsente, venendo così a sapere che il libro si trova a Redfield Manor e che verrà rubato dai vampiri dopo due giorni. Prima di recuperare il libro e nasconderlo insieme a Max, la ragazza accetta la proposta di matrimonio di Phillip, ma, quando il suo fidanzato viene aggredito da un vampiro perché l'ha seguita al Silver Chalice, lo lascia perché il suo destino le impedisce di sposarlo. 
Profondamente scossa dall'accaduto, la ragazza gira per le strade a uccidere vampiri per distrarsi e si lascia sedurre da Sebastian; poco dopo, al ricevimento per festeggiare il cinquantesimo compleanno del duca di Mullington, Victoria e Phillip tornano insieme. Al ritorno dalla luna di miele, la ragazza si ritrova nuovamente coinvolta con i vampiri, finché il marito non intuisce che lei nasconde qualcosa e la costringe a dirglielo: sconvolto dalla vera identità di Victoria, Phillip se ne va di casa e, per verificare quello che ha saputo, torna al Silver Chalice, dove trova Max e Sebastian. Il locale viene però attaccato e bruciato da alcuni vampiri, che rapiscono Max e Phillip e li portano da Lilith. Quando Victoria apprende la notizia e viene ricevuta dalla regina dei vampiri, scopre che la donna ha trasformato Phillip in un non morto; la ragazza non accetta di consegnarle il libro e riesce a scappare insieme a Max, distruggendo il Libro di Antwartha. Quella sera, quando Phillip s'introduce in camera di Victoria, la ragazza lo impala, uccidendolo.

## Edizioni
- Colleen Gleason, Cacciatori di vampiri, traduzione di Alessandro Pilo, Newton Compton Editori, 2007,  pp. 279, cap. 28 + prologo ed epilogo, ISBN 978-88-541-0961-2.
- Colleen Gleason, I cacciatori di vampiri - La saga completa dei Gardella, Newton Compton Editori, 2012,  p. 1073, ISBN 978-88-541-3706-6.